# Linuxwochen Österreich
Die Linuxwochen sind eine österreichische Veranstaltungsreihe zum Thema Linux und freie Software, welche seit dem Jahr 2002 jeweils in den Monaten Mai bis Juli stattfindet. Dabei finden die einzelnen Veranstaltungen meist an einem Wochenende in einem jeweils anderen Bundesland statt. Die Linuxwochen sind die größte Veranstaltung zum Thema „Freie Software“ in Österreich.

## Geschichte
Im Jahr 2001 fanden in St. Pölten die „österreichischen Linuxtage“ statt. Es sollte dies ein Pendant zu ähnlichen Veranstaltungen in Deutschland sein, wie etwa dem LinuxTag. Die Veranstaltung wurde aber nicht der erhoffte Erfolg. Die österreichische Opensource-Community war nur wenig eingebunden und der Veranstaltungsort lag zu weit entfernt vom Zielpublikum.
Deshalb wurde im folgenden Jahr begonnen, die Veranstaltung durch eine Veranstaltungsreihe zu ersetzen, die von der Community selbst organisiert wurde und verteilt im ganzen Land stattfinden sollte.

## Organisation
Seit 2005 existiert ein Verein, welcher die Organisation der Linuxwochen betreibt. Getragen werden die Linuxwochen aber hauptsächlich von regionalen Vereinen und Nutzergruppen wie
- LUGA – Linux Usergroup Austria
- Quintessenz
- Internetclub Burgenland
- Verein „Grazer Linuxtage“
- Linux User Group Linz
- Linux User Group Tirol
- Linux User Krems
- Voralpen Linux Usergroup
- FFS
- Chaosnahe Gruppe Wien

Die regionalen Veranstaltungen in den Bundesländern werden meist selbstständig von der lokalen Usergroup organisiert und durchgeführt. Der Eintritt zu den Veranstaltungen der österreichischen Linuxwochen ist in der Regel frei. Die Finanzierung erfolgt durch Sponsoren.